# Reykjavíkurborg
Reykjavíkurborg (svenska: Reykjaviks stad) är en kommun i republiken Island. Den ligger i regionen Höfuðborgarsvæði, i den sydvästra delen av landet, och utgörs av huvudstaden Reykjavik. Invånarantal 2022: 135 688 personer.
Inlandsklimat råder i trakten. Årsmedeltemperaturen i trakten är 1 °C. Den varmaste månaden är juli, då medeltemperaturen är 11 °C, och den kallaste är januari, med −6 °C.